# Rio Rhue
Rhue é um rio localizado no centro de França, afluente do rio Dordogne pela margem esquerda. Atravessa os seguintes departamentos e comunas:
- Departamento de Puy-de-Dôme : Besse-et-Saint-Anastaise, Picherande, Égliseneuve-d'Entraigues
- Departamento de Cantal : Chanterelle, Condat, Saint-Amandin, Montboudif, Trémouille, Saint-Étienne-de-Chomeil, Champs-sur-Tarentaine-Marchal, Antignac, Vebret
- Departamento de Corrèze : Bort-les-Orgues